# Риня (Мінський повіт)
Риня (пол. Rynia) — село в Польщі, у гміні Добре Мінського повіту Мазовецького воєводства.
Населення — 142 особи (2011).
У 1975-1998 роках село належало до Седлецького воєводства.

## Демографія
Демографічна структура станом на 31 березня 2011 року:
|          | Загалом | Допрацездатний вік | Працездатний вік | Постпрацездатний вік |
| -------- | ------- | ------------------ | ---------------- | -------------------- |
| Чоловіки | 78      | 17                 | 43               | 18                   |
| Жінки    | 64      | 12                 | 30               | 22                   |
| Разом    | 142     | 29                 | 73               | 40                   |